# Grottes de Moeda
Les grottes de Moeda sont des grottes calcaires situées dans la freguesia de São Mamede, sur le territoire de la municipalité de Batalha (district de Leiria, Portugal),.

## Historique
Les grottes de Moeda ont été découvertes en 1971 par deux chasseurs qui poursuivaient un renard. Leur curiosité les a poussés à explorer la grotte, d'abord la « Salle du Berger », riche en formations calcaires. Pendant près de deux mois, les deux hommes ont continué à creuser les étroites crevasses qui suivaient la première grotte, révélant progressivement les autres salles et galeries qui font désormais partie du parcours de visite.
Pendant ce temps, les géologues et autres techniciens ont procédé à l'utilisation de la grotte comme attraction touristique, en préservant rigoureusement ses caractéristiques, y compris le paysage montagneux en surface.

## Description
La beauté des grottes réside dans la diversité des matériaux argileux et des calcites. Les noms des salles évoquent les images que chacune évoque chez le visiteur : « Crèche », « Berger », « Cascade », « Vierge », « Dôme rouge », « Maritime », « Chapelle imparfaite », « Pièce montée », « Voûte rouge » et « Fontaine des larmes ».
La grotte est visitable sur 350 m, atteignant une profondeur de 45 m. La température moyenne à l'intérieur est de 18°C.
L'entrée et la sortie de la grotte se font à différents endroits, entourées d'un paysage de montagne caractéristique.

## Galerie

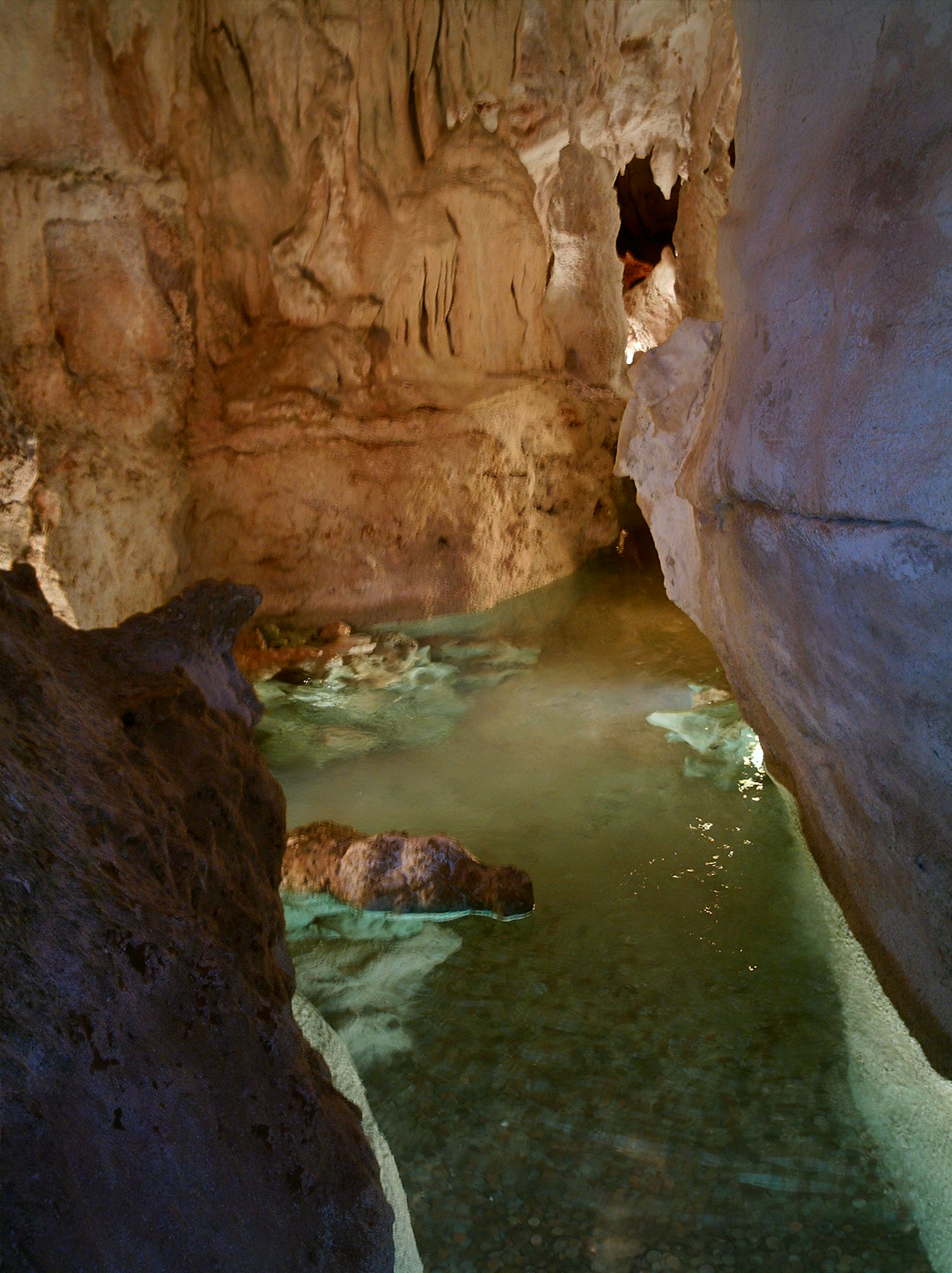
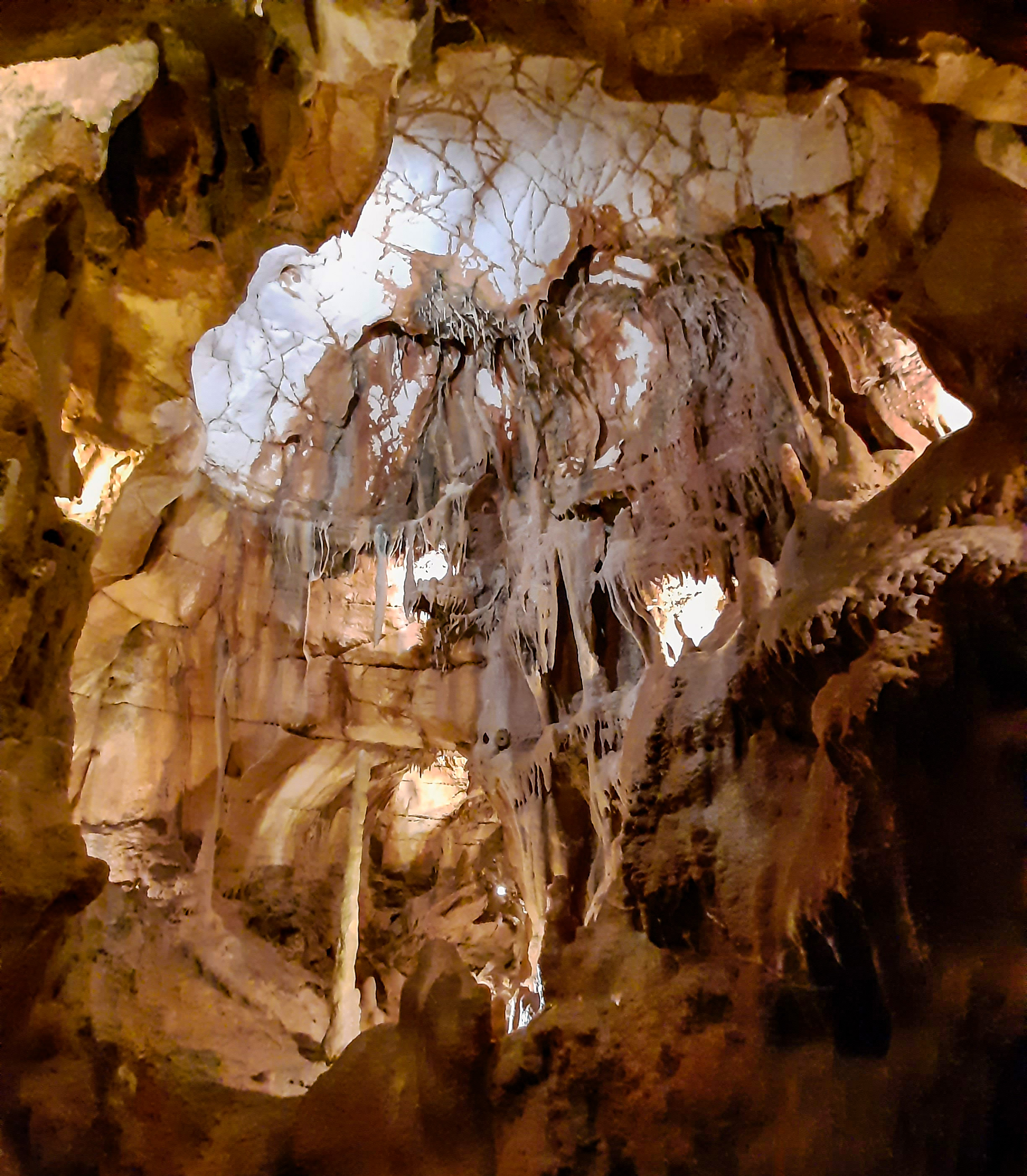